# Grand Prix moto de Madrid

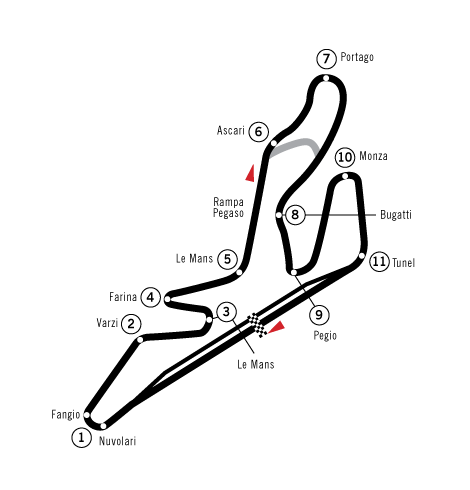
Schéma du circuit du Grand Prix de Madrid

Le Grand Prix moto de Madrid  est une épreuve unique de compétition de vitesse moto, faisant partie du championnat du monde de vitesse moto organisée par la Fédération internationale de motocyclisme. L'épreuve est courue en 1998 en remplacement du Grand Prix du Portugal, en raison de problèmes d'homologation du Circuit d'Estoril.

## Palmarès du Grand Prix de Madrid
| Saison | Circuit | 125 cm3                   | 250 cm3                  | 500 cm3              | Résultats |
| ------ | ------- | ------------------------- | ------------------------ | -------------------- | --------- |
| 1998   | Jarama  | Lucio Cecchinello (Honda) | Tetsuya Harada (Aprilia) | Carlos Checa (Honda) | Résultats |